# بیل کیون
بیل کیون (انگلیسی: Bill Caton; ۱۱ سپتامبر ۱۹۲۴ – ۱۶ اوت ۲۰۱۱) بازیکن فوتبال اهل بریتانیا بود.
از باشگاه‌هایی که در آن بازی کرده‌است می‌توان به باشگاه فوتبال استوک سیتی، باشگاه فوتبال کرو آلکساندرا، باشگاه فوتبال چسترفیلد، باشگاه فوتبال کارلایل یونایتد، باشگاه فوتبال ووستر سیتی، و باشگاه فوتبال گرزلی اشاره کرد.